# مارک هریس
مارک هریس (انگلیسی: Mark Harris؛ زادهٔ ۲۵ نوامبر ۱۹۶۳) روزنامه‌نگار و مؤلف اهل ایالات متحده آمریکا است.